# Gelanoglanis stroudi
Gelanoglanis stroudi is een straalvinnige vissensoort uit de familie van de houtmeervallen (Auchenipteridae). De wetenschappelijke naam van de soort is voor het eerst geldig gepubliceerd in 1980 door Böhlke.